# Mindshare
Mindshare ist eine 1997 gegründete weltweit tätige Media- und Marketingagentur mit Hauptsitz in New York und London. Das Unternehmen beschäftigt insgesamt etwa 10.000 Mitarbeiter und ist in 86 Ländern vertreten. Wichtigster Unternehmensbereich sind die Digital Services. Die Agentur ist eine hundertprozentige Tochter der britischen WPP Group und Teil der Sub-Holding GroupM. In Frankfurt am Main befindet sich auf der Darmstädter Landstraße der regionale Hauptsitz für die DACH-Region.

## Unternehmen
Mindshare ist die global zweitgrößte Mediaagentur-Marke mit Umsätzen in Höhe von 22,6 Mrd. US-$ im Jahre 2021 (Overall-Billings nach COMvergence). Zu den Kunden zählen unter anderem Unilever (seit 1990), Ford Motor Company (seit 1997) sowie die Deutsche Telekom (seit 2018).

Agenturgebäude in Frankfurt-Sachsenhausen

DACH-CEO ist Katja Anette Brandt. Mindshare Österreich hat seinen Sitz in Wien. CEO ist Ursula Arnold. Mindshare Schweiz hat seinen Firmensitz am Standort Zürich. CEO ist Xavier Reynaud.

## Tätigkeiten
Tätigkeitsbereiche des Unternehmens sind
- Planung digitaler und analoger Medien
- Dienstleistungen wie Suchmaschinenmarketing, Suchmaschinenoptimierung, CpX Display Advertising (Cost per Click, Cost per Lead, Cost per Action), Mobile Marketing und Social Media
- Modelling, Werbewirkungsforschung sowie Kommunikationsplanung und -forschung
- Implementierung, Einkauf und Optimierung von Internetwerbung, Fernsehwerbung, Radiowerbung, Print-Anzeigen sowie Einkaufsunits TV, Außenwerbung, Ambient Media
- Marktanalysen und Medienforschung

## Geschichte
1997 entstand die Agentur als Start-Up aus der Fusion der Mediaabteilungen von Ogilvy & Mather und JWT. Das Unternehmen hatte anfänglich 60 Mitarbeiter. Zu den Kunden zählten KFC, Dr. Oetker, IBM, Red Bull, Mazda, Ferrero, Warner Bros. Pictures, Unilever, PepsiCo, Kimberly-Clark und die Ford Motor Company. Ein Jahr später entstanden Niederlassungen in Österreich und der Schweiz. Mit der Gewinnung von Lufthansa, Nike und Allianz wurde das Jahr 2000 zu einer der wachstumsstärksten Perioden der jungen Unternehmung. Im Jahr 2008 erfolgte eine Restrukturierung.

## Auszeichnungen
Mindshare Deutschland wurde vielfach ausgezeichnet, unter anderem beim Deutschen Mediapreis 2010, 2013, 2014 und 2021, mit dem Bronzenen Media Lion beim Cannes Lions International Festival of Creativity 2013, mit dem Global Effie 2010 und 2013, beim Eurobest 2013 und beim Deutschen Digital Award 2021.